# Xenija Wladimirowna Chwostowa
Xenija Wladimirowna Chwostowa (russisch Ксения Владимировна Хвостова; * 5. Juni 1934; † 27. Mai 2021) war eine sowjetisch-russische Byzantinistin.

## Leben
Chwostowas Vater war der Neuzeithistoriker Wladimir Michailowitsch Chwostow (1905–1972). Ihr Großvater Michail Michailowitsch Chwostow (1872–1920) war Althistoriker, während ihr Großonkel Weniamin Michailowitsch Chwostow (1868–1920) Philosoph und Soziologe war.
Chwostowa studierte  an der Lomonossow-Universität Moskau (MGU) in der historischen Fakultät (IstFak) mit Abschluss 1957. Anschließend wurde sie wissenschaftliche Mitarbeiterin des Instituts für Geschichte der Akademie der Wissenschaften der UdSSR (AN-SSSR).
Chwostowas Interessengebiete waren die Geschichte des Byzantinischen Reichs, die Methodologie der Geschichtswissenschaft und die Philosophie. 1965 verteidigte sie mit Erfolg ihre Dissertation über die Besonderheiten der agrarrechtlichen Verhältnisse im späten Byzanz für die Promotion zur Kandidatin der Geschichtswissenschaften. Als 1968 aus dem Institut für Geschichte der AN-SSSR das Institut für Geschichte der UdSSR und das Institut für Allgemeine Geschichte der AN-SSSR entstanden, wurde Chwostowa wissenschaftliche Chefmitarbeiterin und Leiterin des Zentrums für Probleme der historischen Erkenntnis des Instituts für Allgemeine Geschichte der AN-SSSR.
Chwostowa interessierte sich auch für Mathematik und absolvierte ein Fernstudium in der mathematischen Abteilung der ökonomischen Fakultät der MGU mit Abschluss 1972, um mit präziseren Methoden ihre Untersuchungen durchführen zu können. 1981 verteidigte sie mit Erfolg ihre Doktor-Dissertation über den theoretisch-quantitativen Zugang zur mittelalterlichen Sozial- und Wirtschaftsgeschichte anhand byzantinischen Materials für die Promotion zur Doktorin der Geschichtswissenschaften. Auch untersuchte sie, wie die byzantinischen Zeitgenossen die damaligen sozio-ökonomischen Prozesse verstanden. Zusammen mit Wiktor Konstantinowitsch Finn analysierte sie die gnoseologischen und logischen Probleme der Geschichtswissenschaft sowie die Probleme der historischen Erkenntnis im Licht der modernen interdisziplinären Forschung. Ihr Schwerpunkt blieben die Besonderheiten der byzantinischen Zivilisation, wofür sie 2006 den Karejew-Preis der Russischen Akademie der Wissenschaften erhielt.